# Liste des véhicules de James Bond

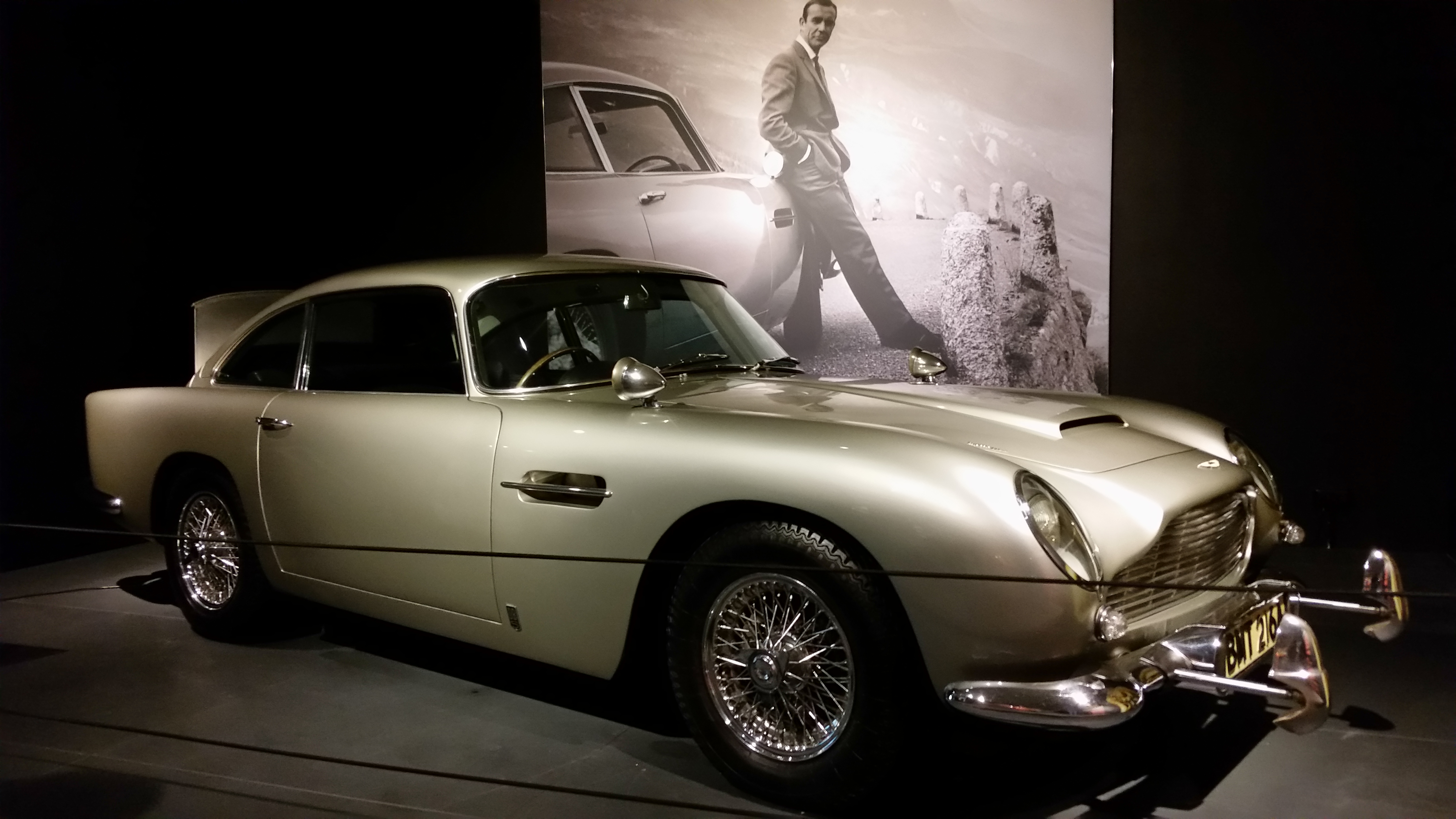
Aston Martin DB5 de James Bond.

Cet article contient la liste des véhicules (automobiles et motos) utilisés par James Bond dans les films, jeux vidéo et romans.

## Dans les films
| Films                           | Véhicules du MI-6 | Équipements des véhicules | Autres véhicules conduits par James Bond                                                                                        |                                                  |
| ------------------------------- | --- | --- | --- | ------------------------------------------------ |
| Dr. No                          | Sunbeam Alpine - Series II (1962) | Aucun | Chevrolet Bel Air (1957) |                                                  |
| Bons baisers de Russie          | Bentley 3½ Litre - Drophead Coupé Park Ward (1935) | Téléphone | Chevrolet C-30 Apache Stake (1961)                                                                                              |                                                  |
| Goldfinger                      | Aston Martin DB5 (1963-1965) | Vitres pare-balles, plaques d'immatriculation interchangeables, localisateur d'émetteur, écran de fumée, nappe d'huile, bouclier pare-balle arrière, mitraillettes, sièges éjectables. | Aucun |                                                  |
| Opération Tonnerre              | Aston Martin DB5 (1963-1965) | Bouclier pare-balle arrière, canon à eau arrière | Lincoln Continental (1965) |                                                  |
| On ne vit que deux fois         | Aucun | — | Toyota 2000GT (1967-1970) |                                                  |
| Au service secret de Sa Majesté | Aston Martin DBS (1967-1972) | Rangement pour fusil à lunette | Mercury Cougar XR-7 (1969) |                                                  |
| Les diamants sont éternels      | Aucun | — | - Ford Mustang Mach 1 (1971) - Triumph Stag (1970-1977) - Buggy spatial                                                         |                                                  |
| Vivre et laisser mourir         | Aucun | — | Mini Moke Chevrolet Impala Convertible (1963) AEC Regent III (bus à impériale - 1947)                                           |                                                  |
| L'Homme au pistolet d'or        | Aucun | — | AMC Hornet (1974) |                                                  |
| L'Espion qui m'aimait           | Lotus Esprit Wet Nellie S1 (1976-1978) | Lance-missile, mines, écran de fumée, voiture sous-marine | Leyland Sherpa |                                                  |
| Moonraker                       | Bateau Glastron (1979) | Mines, torpille, deltaplane | Aucun |                                                  |
| Rien que pour vos yeux          | Lotus Esprit Turbo | Alarme explosive anti-intrusion | - Citroën 2 CV - Mercedes-Benz 450SEL                                                                                           |                                                  |
| Octopussy                       | Range Rover Classic décapotable | | Alfa Romeo Alfetta GTV V6 - BMW 518i                                                                                            |                                                  |
| Dangereusement vôtre            | - Rolls-Royce Silver Cloud II - Ford LTD Fox (1983) | | - Renault 11 TSE Electronic - Renault Fuego                                                                                     |                                                  |
| Tuer n'est pas jouer            | Aston Martin V8 Vantage | Laser, skis | Audi 200 Quattro |                                                  |
| Permis de tuer                  | Aucun | | Lincoln Continental Mark VII (1986) Maserati Biturbo 425 Kenworth W900 (Camion à semi-remorque)                                 |                                                  |
| GoldenEye                       | Aston Martin DB5 | Mini-télécopieur, mini-réfrigérateur | - Cagiva W16 (moto) - Ford Scorpio - T-55 (char)                                                                                | - Cagiva W16 (moto) - Ford Scorpio - T-55 (char) |
| GoldenEye                       | BMW Z3 | Radar, parachute, missiles Stinger, système d'autodestruction | - Cagiva W16 (moto) - Ford Scorpio - T-55 (char)                                                                                | - Cagiva W16 (moto) - Ford Scorpio - T-55 (char) |
| Demain ne meurt jamais          | Aston Martin DB5 | Non mentionné dans le film | - BMW R 1200 C (moto) | - BMW R 1200 C (moto)                            |
| Demain ne meurt jamais          | BMW 750iL (E38) | Télécommandable, mitrailleuses, fusées, gaz lacrymogène, Chausse-trape, carrosserie blindée, coupe- câble, coffre-fort                                                                 | - BMW R 1200 C (moto) | - BMW R 1200 C (moto)                            |
| Le monde ne suffit pas          | BMW Z8 | Missiles sol-air, carrosserie blindée | |                                                  |
| Meurs un autre jour             | Aston Martin V12 Vanquish | Torpilles, mitrailleuse, camouflage, siège éjectable, imagerie thermique, pneus cloutés                                                                                                | - Aéroglisseur - Ford Fairlane 500 Skyliner                                                                                     |                                                  |
| Casino Royale                   | - Aston Martin DBS (2006) - Ford Mondeo III - ST 2.5 (2006)                                                                                                   | Kit anti-poison, défibrillateur, rangement pour arme de poing. Aucun | - Aston Martin DB5 (1963 - 1965) Land-Rover Range-Rover Sport I - HSE (2005 - 2009) - International 4000-Series (1989) (camion) |                                                  |
| Quantum of Solace               | - Aston Martin DBS (2007 - 2012) - Volvo S40 II - T5 (2007 - 2012) - Land-Rover Range-Rover Sport I - HSE (2005 - 2009)                                       | Aucun | - Ford Edge I - SEL (2006 - 2011) - Ford Bronco II - XLT (1989 - 1990) - Ford Ka - Montesa Cota 4RT (moto)                      |                                                  |
| Skyfall                         | - Aston Martin DB5 (1963 - 1965) - Land-Rover Range-Rover III - HSE (2012 - ) - Jaguar XJ L - X351 (2009 - 2015) - Land-Rover Defender Crew Cab (1990 - 2007) | Mitrailleuses, siège éjectable, blindage pare-balles. Aucun Blindage pare-balles, stroboscope bleu Aucun                                                                               | - Honda CRF 250 R (moto) |                                                  |
| Spectre                         | - Aston Martin DB5 (1963 - 1965) - Aston Martin DB10 (2015) - Jaguar XJ - X350 (2003 – 2009) - Land Rover Discovery Sport (2015 - )                           | Mitrailleuses, siège éjectable, blindage pare-balles. N.C. Mitrailleuses, siège éjectable, blindage pare-balles. Aucun                                                                 | Rolls-Royce Silver Wraith |                                                  |
| Mourir peut attendre            | - Aston Martin DB5 (1963 - 1965) - Aston Martin V8 (1967 - 1972) - Aston Martin DBS Superleggera (2018) - Aston Martin Valhalla (2020)                        | Mitrailleuses, blindage pare-balles, pointes de crevaison.minis bombes. | - Triumph Scrambler 1200 (2019) - Toyota Land Cruiser (1998)                                                                    |                                                  |

### Films hors série
| Films                | Véhicules du MI-6                     | Équipements des véhicules | Autres véhicules conduits par James Bond |
| -------------------- | ------------------------------------- | ------------------------- | ---------------------------------------- |
| Casino Royale (1954) |                                       |                           |                                          |
| Casino Royale (1967) |                                       |                           |                                          |
| Jamais plus jamais   | Renault 5 Turbo 2, Yamaha XJ650 Turbo |                           |                                          |

## Dans les jeux vidéo
| Jeux                   | Véhicules du MI6                                                                                     | Équipements des véhicules           | Autres véhicules conduits par James Bond                                                                           |
| ---------------------- | --- | ----------------------------------- | --- |
| GoldenEye              | Aucun                                                                                                |                                     | - ZTS Martin T-55                                                                                                  |
| Demain ne meurt jamais | - BMW 750iL - E38 (1994-2001)                                                                        |                                     | |
| Espion pour cible      | - Aston Martin DB5 (1963-1965) - BMW Z8 -E52 (2000-2003)                                             |                                     | - Lotus Esprit (1976)                                                                                              |
| Nightfire              | - Aston Martin Vanquish (2001-2007)                                                                  |                                     | - Motoneige (2002-2003) - Chevrolet Avalanche (2001-2007) - AC Cobra (1962-1966)                                   |
| Quitte ou double       | - Aston Martin Vanquish (2001-2007) - Porsche Cayenne turbo (2002-2006) - Triumph Daytona 600 (2004) |                                     | - Cagiva 350 T4 (moto) - Ford E-350 (utilitaire) - Maybach 62 (limousine) - Subaru Impreza WRX STI - Platinum Tank |
| Bons Baisers de Russie | Aston Martin DB5 (1963-1965)                                                                         | Mitrailleuses, missiles et blindage | Rolls-Royce Silver Wraith BA-64 (automitrailleuse)                                                                 |

## Dans les romans
- Bentley Convertible 1933, 4-cylindres, 4,5 litres avec compresseur Amherst Villiers dans Espions faites vos jeux / Casino Royale, Vivre et laisser mourir et Entourloupe dans l'azimut / Moonraker.
- Bentley Continental 1954 dans Échec à l'Orient-Express / Bons baisers de Russie, Opération Tonnerre, Au service secret de Sa Majesté, On ne vit que deux fois et Colonel Sun.
- Bentley Continental GT dans Carte blanche.
- Austin A30, Sunbeam Talbot et Hilman Minx dans Docteur No / James Bond contre Dr No.
- Aston Martin DBIII dans Opération Chloroforme / Goldfinger.
- Thunderbird 2 places dans Motel 007.
- Sunbeam Alpine dans L'Homme au pistolet d'or.
- SAAB 900 Turbo dans Opération Warlock / Permis renouvelé, Mission particulière et Opération Brise-glace.
- Bentley Mulsanne Turbo dans Une question d'honneur, Nobody Lives For Ever, No Deals, Mr Bond et Scorpius.
- BMW 520i, Lancia, Fiat dans Gagner, perdre ou mourir.
- SAAB 9000 dans Never Send Flowers et Seafire.
- Jaguar XK8 dans Le Visage de la mort, Crime sur les cimes et Doubleshot.
- Renault Mégane dans Ne rêve jamais de mourir.
- Bamford & Martin Sidevalue 1.5 Litre dans Silverfin.